# ロバート・キング (初代準男爵)
初代準男爵サー・ロバート・キング（英語: Sir Robert King, 1st Baronet PC (Ire)、1625年頃 – 1707年/1708年）は、アイルランド王国の政治家、準男爵。

## 生涯
サー・ロバート・キング（Sir Robert King、1657年没）とフランシス・フォリオット（Frances Folliott、初代フォリオット男爵ヘンリー・フォリオットの娘）の息子、初代キングストン男爵ジョン・キングの弟として、おそらく1625年頃に生まれた。1649年、オックスフォード大学オール・ソウルズ・カレッジのフェローになり、同年12月18日にB.C.L.の学位を授与された。
1661年5月から1666年までバリーシャノン選挙区の、1692年から1703年までロスコモン・カウンティ選挙区の、1703年から1708年までボイル選挙区の代表としてアイルランド庶民院議員を務め、1682年9月27日にアイルランド枢密院の枢密顧問官に任命されるとともに準男爵に叙され、10月12日に騎士爵に叙された。1689年にジェームズ2世が招集したアイルランド議会（愛国議会）では私権剥奪された。
1670年頃、フランシス・ゴア（Frances Gore、1708年以降没、ヘンリー・ゴアの娘）と結婚した。
- ロバート（1684年3月28日埋葬） - 子供なし
- ジョン（1675年以前 – 1720年） - 第2代準男爵
- ヘンリー（1680年 – 1740年） - 第3代準男爵

1707年/1708年に死去、長男ロバートに先立たれたため次男ジョンが爵位を継承した。